# Scheletul păsărilor
Ca să zboare, păsările au făcut multe adaptări: a fost redusă masa oaselor și numărul lor (păsările au între 11 și 20 de vertebre, în funcție de specie).A aparut carena, ce asigură o mișcare mai bună a aripilor. În urma adaptării, scheletul păsării a devenit atât de ușor, încât nu cântărește mai mult de 5% din corpul oricărei păsări. Acest schelet este destul de elastic, păsările putând să-și întoarcă capul la un unghi de până la 180 de grade.

Scheletul păsărilor:
1 - craniu
2 - vertebre cervicale
3 - furcula (iadeș)
4 - osul coracoid
5 - segmentul vertebral al coastei cu apofiză uniformă
6 - carena
7 - patela
8 - tarsometatars
9 - degete
10 - tibie
11 - fibula
12 - femur
13 - pubis
14 - ischion
15 - ilion
16 - vertebre codale
17 - pigostil
18 - osul sinsacru
19 - omoplat
20 - vertebre lombare
21 - humerus
22 - ulna
23 - radius
24 - oase carpiene
25 - oase metacarpiene
26 - degete
27 - falanga degetului I pe care se inseră alula

## Scheletul craniului
Craniul păsărilor se împarte după:

### Feiderși colab., 1976
- neurocraniu;
- viscerocraniu.

### După alți autori
Craniul păsărilor constă din 3 părți:
- dermatocraniu;
- viscerocraniu;
- neurocraniu.

## Scheletul trunchiului
Scheletul păsării constă din:
- Coloana vertebrală la păsări.
- Coaste
- Stern.

Abdomenul păsărilor costă din coaste,coracoid și osul iadeș, care se unesc prin intermediul carenei.

### Coaste
Coastele se împart în mai multe regiuni:
- secțiunea vertebrală;
- secțiunea sternală;
- procesul urcinat.

## Scheletul membrelor

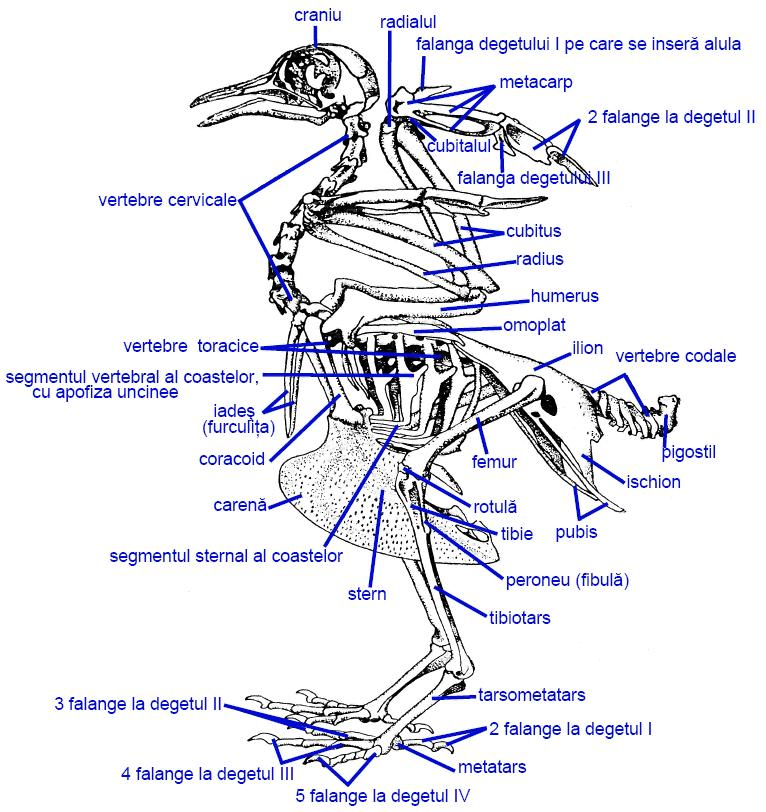
Scheletul porumbelului

### Scheletul membrelor anterioare
Aripile păsărilor sunt foarte dezvoltate. Umărul este alcătuit din
- scapula;
- procesul acromion al scapulei;
- clavicula;
- fossa glenoidă;
- coracoid și
- humerus.

Humerusul se unește cu ulna și radius pentru a forma cotul. Acestea din urmă sunt unite cu osul carpometacarpus, prin intermediul oaselor radiale și ulnare, care formează un fel de mână a păsării. Aceasta are 3 degete, dintre care 2 sunt nedezvoltate, fiecare deget constând din câte 2 falange.

### Scheletul membrelor posterioare
Pelvisul păsărilor este format din 4 oase și formațiuni osoase:
- Illium;
- Ischium;
- Pubis;
- Fossa acetabulară.

Partea superioară a membrelor constă din osul femur lung. La genunchi se unește cu tibiotarsus și fibula. Acestea se unesc cu tarsiometatarsus, care constituie partea inferioară a membrelor.
- Femur;
- Patella;
- Tibiotarsus;
- Fibula;
- Tarsometatarsus;
- Hallux.